# まなびポケット
まなびポケットは、NTTコミュニケーションズ（以下、NTT Com）が提供する、学校教育の本格的なデジタル（ICT）化を支援するプラットフォームである。
学習コンテンツにアクセスするためのポータル画面のほか、利用者管理や校内SNSなどの基本機能を提供。1つのIDで複数のコンテンツへアクセス可能なシングルサインオンも搭載。このため、学校や自治体などの導入組織において、新たな設備投資やICT技術者の確保が必要ない。
総務省が行った「先導的教育システム実証事業」において、2014年から約90校、約1万人を対象にICT導入の検証を行ってきた経験を活かし、開発されている。そのため、2017年6月に総務省が公開した「教育クラウドプラットフォーム 参考仕様」に準拠している。

## 学習コンテンツ
「BANSHOT」（イーキューブ株式会社）
先生がタブレット等を用いて、簡単 に授業を記録し、他の先生に共有することができる授業記録・共有 サービス。 主にタブレットのカメラ機能を利用し、写真を中心とした授業記録・ 共有を行うことができる。
「Creatubbles™ （クリエイタブルズ）」（Creatubbles Pte Ltd.）
100か国以上の教室や家庭で利用されている作品保存・共有 サービス。先生による管理のもと、年齢にかかわらず児童生徒の一人ひとりが自分の デジタルポートフォリオを持つことができる。 公開される作品はすべて事前にクリエイタブルズで承認されたもののみなど、あらゆる工夫 で高い安全性を実現。
「eboard（いーぼーど）」（NPO法人eboard）
義務教育課程を中心に5,000問のデジタル問題集と、問題解説を含む2,000本以上の動画を提供。動画でつまずきを解消しながら、基礎・基本の理解と定着を深める。放課後学習や学び直し、家庭学習に活用でき、公立学校や学習支援の取り組みには、無償提供を行っている。第11回 日本e-Learning大賞 文部科学大臣賞受賞 （2014年）。
「English Central」（English Central, Inc.）
1.4万本を超える世界中で話題の旬な動画で、リスニング力とスピーキング力を強化する自学自習教材。
「WEBQU」（株式会社WEBQU教育サポート）
iPad・タブレット・ノートPCなど機種を問わず利用できる学級経営サ ポートシステムです。 児童生徒の学級満足度をアンケート実施即日に把握ができ、いじめ防止・ 学力向上のサポート等、今、必要で明日から使える学級経営のヒントを提供。
「スクールタクト」（株式会社コードタクト）
一斉授業・協働学習・反転授業など、どんなスタイルにもフィットする授業支援システム。様々な教材やお手持ちのPDFの教材・写真をアップロードしたり、児童生徒の学習状況をリアルタイムに把握したり、児童生徒同士の解答を共有したりすることで「みんなで学び合う」学習環境をカンタンに構築。
「ポプラディアネット」（株式会社ポプラ社）
『総合百科事典ポプラディア』をインターネット化した百科事典ソフト。 読めない・誰が書いたかわからないといったインターネットでの調べ学習 信頼できる情報で進めることができ、先生の資料の提示や授業の事前準備などで活用。
その他の学習コンテンツは公式サイトに掲載。

## 沿革
- 2017年4月1日 - サービス提供開始[4]
- 2018年
  - 4月 - 総務省の「次世代学校ICT環境」の整備に向けた実証に参画[5]し、クラウドや低価格タブレットを活用した授業を開始
  - 5月16日 - 第9回 教育ITソリューションEXPO（EDIX）出展
  - 10月17日 - 「総務省「『次世代学校ICT環境』の整備に向けた実証」中間報告会
  - 11月12日 - 「すいスタ♪ for まなびポケット」提供開始
  - 11月26日 - 「WEB版 DONGRI®」「英検®予想問題ドリル」「ゆび書き漢検ゆび書き漢検」提供開始